# Danemark aux Jeux olympiques d'été de 1992
Le Danemark participe aux Jeux olympiques d'été de 1992 à Barcelone. Il s'agit de sa 21e participation à des Jeux d'été. 110 athlètes danois, 77 hommes et 33 femmes, ont participé à 67 compétitions dans 14 sports. Ils y ont obtenu six médailles : une d'or, une d'argent et quatre de bronze.

## Médailles
| Médaille | Discipline  | Épreuve                         | Athlète                                                                  |
| -------- | ----------- | ------------------------------- | ------------------------------------------------------------------------ |
| Or       | Voile       | Soling                          | Jesper Bank, Steen Secher, Jesper Seier                                  |
| Argent   | Canoë-kayak | C-2 - 1 000 m hommes            | Christian Frederiksen Arne Nielsson                                      |
| Bronze   | Badminton   | Poids super-lourds (+91 kg)     | Brian Nielsen                                                            |
| Bronze   | Boxe        | Simple hommes                   | Poul-Erik Høyer Larsen                                                   |
| Bronze   | Cyclisme    | Poursuite par équipes           | Jan Petersen Ken Frost Jimmi Madsen Klaus Kynde Nielsen Michael Sandstød |
| Bronze   | Voile       | Dériveur double Flying Dutchman | Jens Bojsen-Møller, Jørgen Bojsen-Møller                                 |